# Mwumba
Mwumba är en kommun i Burundi. Den ligger i provinsen Ngozi, i den norra delen av landet, 80 km nordost om Burundis största stad Bujumbura.